# Leonardo Grazia

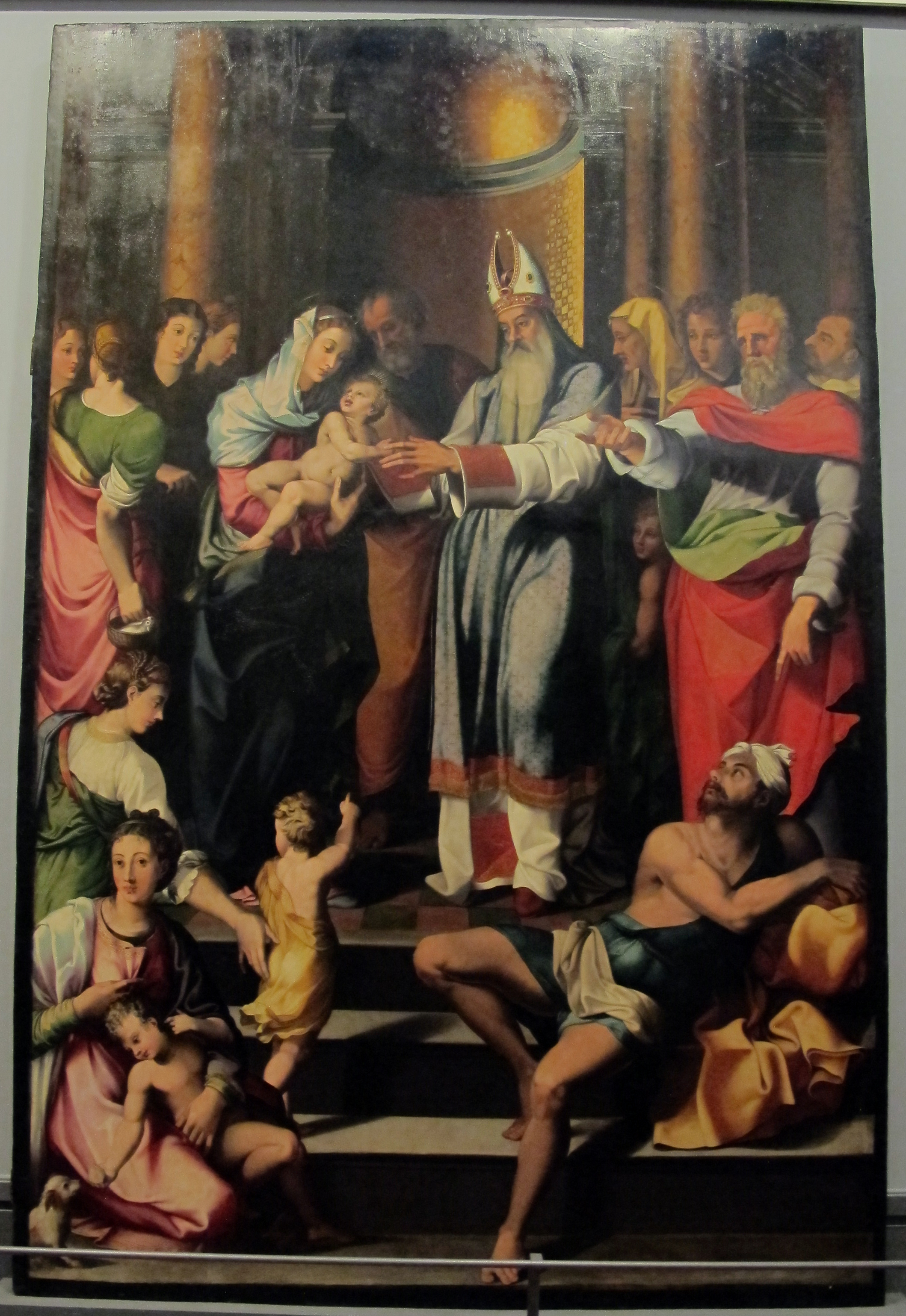
Leonardo Grazia, Presentazione al tempio, ca. 1544

Leonardo Grazia (Pistoia, ca. 1502) - Napels (sterfplaats onzeker), 26 juni 1548) was een Italiaans kunstschilder die behoorde tot de stijlperiode van de renaissance. Hij wordt ook Leonardo Gratia, Leonardo Grazia da Pistoia en Nobile Maestro Leonardo di Gratia da Pistoja genoemd. Een andere naam waaronder hij bekendstaat is Leonardo da Pistoia, wat veelvuldig verwarring geeft met een andere schilder, Leonardo di Francesco di Lazzaro Malatesta (1483-na 1518), die ook Leonardo da Pistoia genoemd wordt.

## leven en werk
Leonardo Grazia heeft gewerkt in Luca, Rome en Napels. Hij is een leerling van Giovanni Francesco Penni, en waarschijnlijk de leermeester van Girolamo Siciolante da Sermoneta. Hij is beïnvloed door Rafaël. Hij schilderde historiestukken, portretten en godsdienstige voorstellingen.
- Gemeinsame Normdatei: 129368679
- International Standard Name Identifier: 0000 0000 7872 2194
- RKD-Nederlands Instituut voor Kunstgeschiedenis: 328797
- Union List of Artist Names: 500016939
- Virtual International Authority File: 95785129